# Revolta de 26 de Agosto de 1931

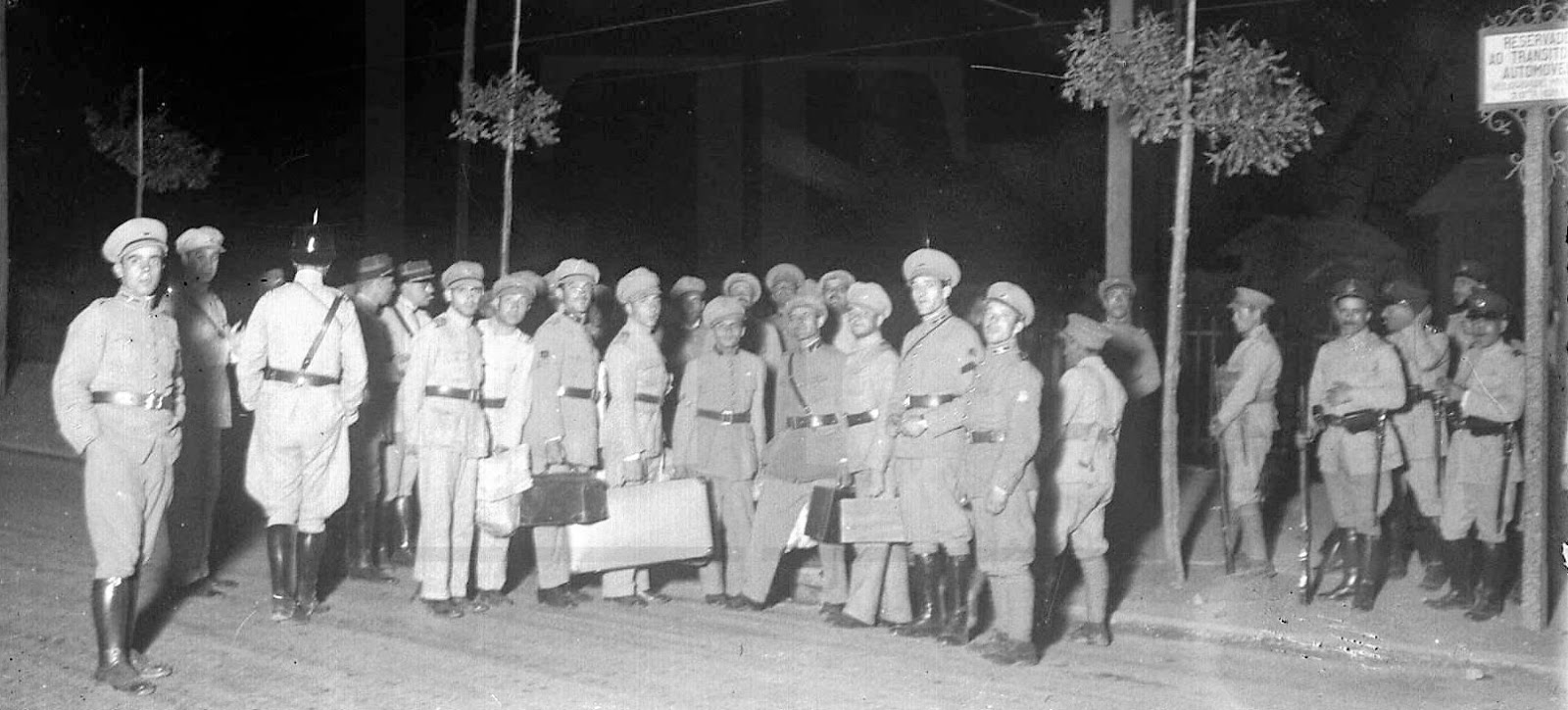
Militares deportados a aguardar o embarque no Navio Pedro Gomes

A Revolta de 26 de Agosto de 1931 foi uma tentativa de golpe militar, uma das últimas movimentações associadas ao Reviralho, que ocorreu em Lisboa e teve como principais protagonistas as forças militares do Regimento de Caçadores n.º 7 e um grupo de aviadores estacionados na Base Aérea de Alverca. A revolta estava prevista para coincidir com a Revolta das Ilhas, mas desentendimentos entre os líderes da oposição democrática levaram ao atraso no seu lançamento, uma das principais causas do seu fracasso.

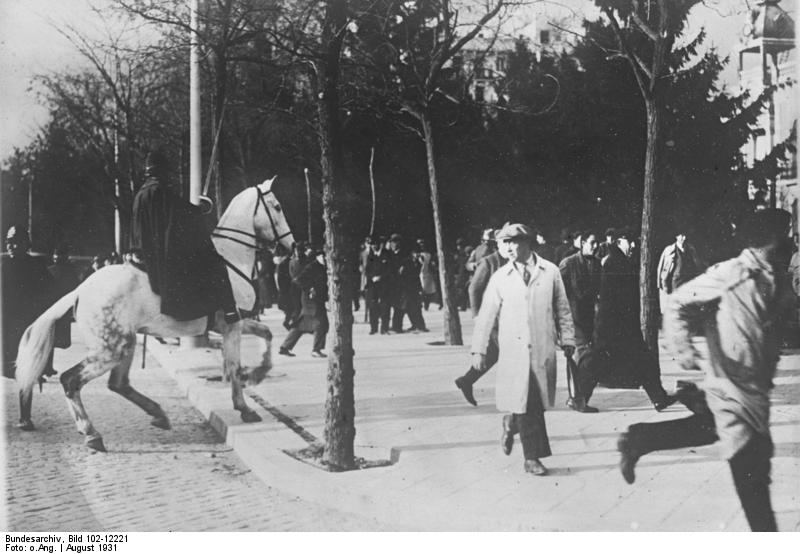
A Guarda Nacional Republicana portuguesa montada, em Lisboa, ataca manifestantes com armas nuas. Agosto de 1931

A revolta durou cerca de 9 horas e causou cerca de 40 mortos e foi jugulada pela acção enérgica do Governador Militar de Lisboa, brigadeiro Daniel de Sousa, logo promovido a general. Foi também relevante a acção das forças da Guarda Nacional Republicana comandadas pelo general Farinha Beirão. Em defesa do regime destacaram-se ainda David Neto, Mário Pessoa Costa e Júlio Botelho Moniz.
A revolta foi liderada por militares e civis ligados ao Grupo dos Budas e à Liga de Paris, tendo como principais figuras o tenente-coronel Fernando Utra Machado, o major-aviador José Manuel Sarmento de Beires, o coronel António Augusto Dias Antunes, coronel Hélder Armando dos Santos Ribeiro e Agatão Lança. Os principais líderes da revolta foram deportados para Timor no navio Pedro Gomes.